# Alstroemeria bilabiata
Alstroemeria bilabiata es una especie fanerógama, herbácea, perenne y rizomatosa perteneciente a la familia de las alstroemeriáceas. Es endémica de Chile, en particular de la Región Metropolitana de Santiago.

## Taxonomía
Alstroemeria bilabiata fue descrita por  Pierfelice Ravenna, y publicado en Phytologia 64(4): 282. 1988.
Etimología
Alstroemeria: nombre genérico que fue nombrado en honor del botánico sueco barón Clas Alströmer (Claus von Alstroemer) por su amigo Carlos Linneo.
bilabiata: epíteto latino que significa "con dos labios".